# 런던 블러바드
《런던 블러바드》(영어: London Boulevard)는 2010년 개봉한 영국의 네오누아르 범죄 스릴러 영화이다. 윌리엄 모너핸이 연출하고, 콜린 패럴, 키라 나이틀리, 레이 윈스턴 등이 출연하였다. 2010년 11월 26일 영국에서 엔터테인먼트 필름 디스트리뷰터스를 통해 개봉되었다.

## 줄거리
전과자 해리 미첼은 출소 후 과거 동료 빌리의 제안으로 범죄 조직 보스의 일을 돕는 조건으로 고급 아파트에 거주하게 된다. 미첼은 우연히 한 여성을 강도로부터 구해주고, 그녀의 소개로 은둔형 여배우 샬럿의 일을 돕게 된다.
샬럿의 집은 늘 파파라치에 시달리고, 미첼은 그녀를 보호하며 점점 가까워진다. 한편 미첼은 노숙자 친구 조가 16살 축구 선수들에게 폭행당해 죽자 복수를 다짐한다. 조직 보스 롭 갠트는 미첼에게 수금 일을 하게 강요하고, 미첼은 그의 명령을 따르면서도 반항심을 키운다. 미첼은 조를 죽인 주범인 소년을 미행하고 총을 겨누지만 마지막 순간 생각을 바꾼다. 샬럿과 사랑에 빠진 미첼은 갠트의 위험에서 벗어나기 위해 도망치려 하지만 갠트는 미첼의 주변 사람들을 위협하기 시작한다.
미첼은 갠트가 자신의 동생과 친구를 죽인 사실을 알고 복수를 결심한다. 미첼은 갠트를 죽이는 데 성공하지만 일전에 살려 줬던 소년의 칼에 찔려 죽음을 맞이한다.

## 출연진
- 콜린 패럴 - 해리 미첼 역
- 키라 나이틀리 - 샬럿 역
- 데이비드 슐리스 - 조던 역
- 애나 프릴 - 브라이어니 미첼 역
- 벤 채플린 - 빌리 노턴 역
- 레이 윈스턴 - 롭 갠트 역
- 에디 마선 - 베일리 경사 역
- 산지브 바스카 - 샌지(산지) 라주 역
- 스티븐 그레이엄 - 대니 역
- 오필리아 러비본드 - 페니 역
- 맷 킹 - 플레처 역